# 能勢電鉄妙見線
妙見線（みょうけんせん）は、兵庫県川西市の川西能勢口駅から大阪府豊能郡豊能町の妙見口駅までを結ぶ能勢電鉄の鉄道路線である。駅ナンバリングで使われる路線記号はNS。

## 概要
能勢電鉄が資本的に阪急電鉄との繋がりが強いこともあって、実質的に阪急宝塚本線の支線のような扱いとなっているが、阪急各線とは異なり山岳路線的な性格を持ち、トンネルも多い。
本来は妙見山の能勢妙見堂への参拝客を当て込んで建設された路線であり、線形の悪い山間の路線を単行の小型車が行き交うようなローカル色の強い路線であったが、沿線人口の増大に伴い路線改良の必要に迫られ、大改造の末に現在のようなニュータウン路線へと変貌を遂げた経緯を持つ。現在では、能勢妙見堂の参拝客よりも、通勤・通学客の利用が主となっている。
能勢妙見堂へは終点の妙見口駅から妙見山の登山道を徒歩で登る必要がある。かつては妙見口駅から直線距離で1.3kmほど離れた場所にあった黒川駅から発着するケーブルカー（妙見の森ケーブル）に乗り換えとなっていたが、妙見の森ケーブルは2023年12月4日に廃止された。

### 路線データ
- 路線距離（営業キロ）：12.2km[2]
- 軌間：1435mm[2]
- 駅数：14駅（起終点駅含む）[2]
- 複線区間：川西能勢口 - 山下間
- 電化区間：全線電化（直流1500V）
- 閉塞方式：自動閉塞式
- 最高速度：70km/h[1]

## 運行形態
日中は日生線の日生中央駅発着の普通列車を10分おきに運転し、妙見口駅発着のシャトル列車と山下駅で接続させる、10分サイクルのダイヤとなっている。なお、2022年12月17日のダイヤ改正以前では妙見線妙見口駅発着の普通と10分おきに交互に運転し、山下駅でそれぞれ日生中央駅行き、妙見口駅行きのシャトル列車に接続する10分ヘッド20分サイクルの運行形態になっていた。
優等列車では、平日朝夕に阪急宝塚線直通の特急「日生エクスプレス」が日生中央 - 川西能勢口 - 阪急大阪梅田間に運転されている。
日生エクスプレスが阪急から譲渡された自社の6000系6002Fのほか、阪急の6000系、8000系、1000系による8両編成で運転され、それ以外は自社車両のみを使用し、川西能勢口発着列車は全て4両編成で運転されるほか、山下 - 妙見口間で運転される区間列車については2両編成も使用される。日生エクスプレス運転開始前は6両編成の列車も存在した。列車は日生エクスプレスを除き全てワンマン運転である。
2022年12月17日のダイヤ改正まで阪急宝塚線では廃止されていた土曜ダイヤを使用していた。しかし、このダイヤ改正で日曜・休日ダイヤと統合され、土休日ダイヤとなった（実際に土曜ダイヤと日曜・休日ダイヤの違いは6、7時台の本数と時間、山下駅にてシャトル列車の接続が行われるか否かのみであり、日中以降は一切の差がなかった）。2017年3月のダイヤ改正で廃止された日生急行は土曜ダイヤのみの運転であった。

### 列車種別
■ 特急「日生エクスプレス」
日生線の日生中央駅から阪急宝塚線の大阪梅田駅まで運転されている。平日のみの運転で、朝に大阪梅田行きが、夕方に日生中央行きが、それぞれ7本ずつ運転されている。妙見線内では、川西能勢口駅、平野駅、畦野駅、山下駅に停車する。
2009年春以降、春・秋の行楽期の土曜・休日やつるやオープンゴルフトーナメントの開催日に臨時列車が運行されていたが、2015年春を最後に運転されていない。
■ 普通
終日運転（休日はすべて普通）。区間列車は平野駅発川西能勢口駅行きが平日1本、山下 - 日生中央間のシャトル列車が上りは平日・土休日ともに終電の1本のみ、下りは平日4本、土休日5本のみ（後述の川西能勢口発妙見口行きに接続する下り1本を除き畦野以遠との接続なし）、川西能勢口 - 妙見口間の運転は平日・土休日ともに下り1本（妙見口行き終電）のみとなった。残りは全て川西能勢口 - 日生中央間（大半が山下駅で山下 - 妙見口間シャトル列車に接続）となっており、前述のダイヤ改正で少なかった区間列車がさらに削減されている。

### 過去の種別など
直行
川西能勢口 - 鶯の森間の複線化完成直後の1967年（昭和42年）12月3日改正から運転を開始した、能勢電鉄最初の優等列車。絹延橋駅と滝山駅のみ通過。後の妙見急行のルーツ。1969年（昭和44年）10月の鶯の森 - 平野間の複線化を機に、急行に発展的解消となる。
□ 妙見急行
1969年（昭和44年）10月5日の鶯の森 - 平野間の複線化を機に、急行として運転を開始。1981年（昭和56年）3月9日改正で「妙見急行」に改称された。停車駅は妙見口 - 平野間の各駅で、平野 - 川西能勢口間は無停車だった。2017年（平成29年）3月18日のダイヤ改正で廃止。廃止直前時点で平日朝6 - 8時台、土曜朝7時台に妙見口発川西能勢口行きのみを平日5本、土曜は2本運転。平日の5本はすべて川西能勢口駅始発の阪急宝塚本線の通勤特急に接続していた。
□ 日生急行
特急日生エクスプレスが運転されない土曜日の朝7時台に、上り日生中央発川西能勢口行きが2本運転されていた。2000年（平成12年）6月4日改正で日生エクスプレスが15分間隔運転になる前は、平日（月-金曜日）の朝にも上りのみ運転されていたほか、1996年・1997年は平日の夕方に下り日生中央行きも運転されていた（後述）。妙見線内の停車駅は日生エクスプレスと同じ。日生線開業後の1981年（昭和56年）3月9日改正で運転を開始。運転開始当時は畦野 - 川西能勢口間は無停車で、後に平野駅に停車するようになった。2017年（平成29年）3月18日のダイヤ改正で廃止。
2018年6月の大阪北部地震発生時は日生エクスプレスに代わり、川西能勢口駅始発の下り列車が数年ぶりに運転された。停車駅は平野駅・畦野駅・山下駅。
以後、阪急宝塚本線のダイヤが乱れ、特急日生エクスプレスの運転が中止された際は度々臨時で運行している。
下りの急行
1969年（昭和44年）10月5日改正より1980年頃まで、平日朝の平野車庫への入庫回送列車の一部を営業列車とする形で運転を開始。運転区間は川西能勢口 - 平野間で、途中ノンストップであった。その後下りの急行は廃止され、1996年（平成8年）のダイヤ改正時に阪急宝塚本線の特急と接続する日生急行日生中央行が平日夕方に設定された。当時の日生急行の妙見線内の停車駅は上り、下りとも山下駅・畦野駅で平野駅は通過していた。翌年、日生エクスプレスの設定と同時に廃止されている。

## 歴史

### 全線開業まで
川西村の中里喜代吉は、妙見山の能勢妙見堂への参拝客輸送と、能勢の特産である三白（酒・米・寒天）と三黒（黒牛・栗・炭）の輸送を目的として能勢電気軌道株式会社を設立、阪鶴鉄道池田駅（現在のJR福知山線川西池田駅）から、現在の一の鳥居駅付近に至る鉄道を請願した。しかし、阪鶴鉄道池田駅を起点にすることは認められず、小花村字大畑三〇番地地先（現在の、猪名川西岸の阪急が交差する辺り）への変更を経て、現在の場所に定められた。これにより阪鶴鉄道との連絡は不可能となったため、当時建設中だった箕面有馬電気鉄道（現在の阪急宝塚線）と連絡させる目的で軌間も1,067mmから1,435mmに変更して建設することとなった。これに前後して、1912年には吉川村（現在の豊能町）までの路線も請願している。
工事の認可は1910年に下りていたが、社内のトラブルなどにより建設は遅れた。1913年になってようやく能勢口（現在の川西能勢口） - 一の鳥居間が開業し、旅客と貨物の輸送を開始、貨物は当時沿線で製造されていた帝国鉱泉の三ツ矢サイダーが主であった。しかし、工事費用などの負債がかさみ、能勢電軌は1914年に破産してしまう。つぎに開業した区間は、会社再建の一環として、貨物の増収を図るために建設した能勢口 - 池田駅前間で、その三分の二が荷車によって能勢口駅から官線池田駅に運ばれていた三ツ矢サイダーの輸送を鉄道に振り替えることが目的だった。一の鳥居 - 妙見（現在の妙見口）間の建設は、着工が困難であったため先送りされていたが、その代替として同区間で行っていた乗合自動車事業の失敗により着工せざるを得なくなり、阪急の資本参加などにより資本金を増資して1923年に開業。これによりようやく全線開業にこぎ着けた。

### 相次ぐ路線改良と車両の大型化
このようにして建設された路線には、半径100m以内のカーブが52箇所も存在した。一部のカーブは曲線が急すぎて連結運転も不可能なほどで、このためにラッシュ時などには続行運転をして対処していた。戦後までこのままで推移したが、連結運転を行って人件費を抑制するために1957年に阪急から10形・20形（元新京阪P-4・P-5形）を導入し、その際に半径30m以内の曲線を改良。1964年にも320形導入に備えて最小限の線形改良を行った。
1960年代に入ると沿線の宅地開発が進み、輸送力の増強が至上課題となった。1966年には前述の320形を導入し、1967年には第1期複線化工事となる川西能勢口 - 鶯の森間の複線化を完了。第2期複線化工事となる鶯の森 - 平野間では皷滝 -多田間の併用軌道が解消され、軌道法から地方鉄道法に適用対象を変更して車体長や最高速度の制限を解除することが可能となった。
つづいて、日生ニュータウンの開発に伴って平野 - 山下間を複線化する必要が生じた。ひとまず交通量の増加している国道173号の拡幅を目的として塩川信号所（1965年廃止） - 畦野間で線路の付け替えと複線化の下地作りが図られることとなり、1973年に完成。1977年には平野 - 山下間の複線化が完成した。同じ年には、光風台団地の開発に伴い、光風台駅の新設と駅付近の曲線改良も完成している。1983年には初めて大型車（1500系）を導入し、この際にトンネル断面の不足する笹部隧道は笹部第一隧道に付け替えられた。さらに、1997年には阪急宝塚線に乗り入れる特急「日生エクスプレス」が新設され、大阪の都心まで特急が直通するようになり現在に至る。

### 年表
- 1913年（大正2年）4月13日 - 能勢口（現在の川西能勢口） - 一ノ鳥居間（現在の一の鳥居）が開業[8]。
  - 開業当時の停留所は能勢口、絹延橋、滝山、皷ヶ滝（現：鼓滝）、多田、平野、一ノ鳥居であり、皷ヶ滝に離合線路を設置。多田駅付近には併用軌道があった。
- 1916年（大正5年）9月5日 - 滝山 - 皷ヶ滝間に矢問停留場を新設（旧猪名川橋梁の南詰）。
- 1917年（大正6年）8月8日 - 池田駅前（のちの川西国鉄前） - 能勢口間が開業[8]。
- 1923年（大正12年）11月3日 - 一ノ鳥居 - 妙見（現在の妙見口）間が開業し全通[8]。
  - 開業当時の停留所は畦野、山下、笹部、隧道東口、妙見であり、畦野、山下、隧道東口に離合線路を設置。
- 1935年（昭和10年）11月14日 - 矢問 - 皷ヶ滝間、平野 - 一の鳥居間、隧道東口 - 妙見間の曲線改良。
- 1948年（昭和23年）6月20日 - 笹部 - 妙見間で電車二両と貨車一両が絡む衝突事故が発生[9]。
- 1952年（昭和27年）6月8日 - 多田停留所を移転。多田停留所の前後にあった併用軌道を廃止し、新設の専用軌道に切り替え。
- 1953年（昭和28年）8月21日 - 鶯の森停留所を新設[8]。矢問停留所を廃止。
- 1955年（昭和30年）5月1日 - 平野 - 一ノ鳥居間に塩川信号所（停留所？）を新設。
- 1958年（昭和33年）4月10日 - 2両編成での運転を開始[8]。
- 1959年（昭和34年）8月21日 - 能勢口以北から池田駅前駅への直通運転を廃止。
- 1965年（昭和40年）
  - 1月25日 - 塩川信号所を廃止。
  - 4月1日 - 池田駅前を川西国鉄前に、能勢口を川西に、皷ヶ滝駅を皷滝駅に、妙見を能勢妙見口に改称[8]。
  - 7月1日 - 川西を川西能勢口に、能勢妙見口を妙見口に改称[8]。
- 1966年（昭和41年）
  - 1月17日 - 車両の集電装置をトロリーポールからパンタグラフに変更。
  - 1月25日 - 平野車庫完成し、絹延橋車庫を廃止[8]。架線吊下方式をカテナリー式に変更。
  - 4月20日 - 川西能勢口駅改良完成で0.1km短縮。
  - 12月27日 - 旧塩川停留所付近の曲線を改良。
- 1967年（昭和42年）
  - 8月9日 - 一の鳥居駅付近の曲線を改良
  - 11月30日 - 川西能勢口 - 鶯の森間が複線化[8]。
  - 12月3日 - 川西能勢口 - 平野間を通票閉塞から自動閉塞に変更[10]。
- 1968年（昭和43年）
  - 4月24日 - 3両編成での運転を開始。
  - 7月7日 - 隧道東口 - 妙見口間にときわ台停留所を新設[8]。
  - 7月25日 - 平野 - 妙見口間を自動閉塞に変更、これにより通票閉塞を全廃[10]。
  - 12月5日 - 多田 - 平野間を新線路に切り替え[11]。
- 1969年（昭和44年）
  - 5月25日 - 鶯の森 - 皷滝間を新線に切替え[8]、0.1km短縮。同時に皷滝停留所を移転[8]。
  - 10月5日 - 鶯の森 - 平野間が複線化[8]。最高速度を40km/hから60km/hに向上。急行の運転を開始。
- 1971年（昭和46年）4月7日 - 川西能勢口 - 平野間で4両編成列車の運転を開始[8]。
- 1972年（昭和47年）3月20日 - ときわ台駅 - 妙見口駅間で曲線改良、吉川トンネル開通[12]。
- 1973年（昭和48年）4月1日 - 一ノ鳥居駅を一の鳥居駅に改称。平野 - 一の鳥居間を新線に切替え[12]、0.1km短縮。
- 1974年（昭和49年）5月19日 - 一の鳥居 - 畦野間を新線に切替え[12]。
- 1975年（昭和50年）4月9日 - 5両編成列車の運転を開始[12]。
- 1976年（昭和51年）4月11日 - 山下駅付近高架化[12]。0.1km短縮。
- 1977年（昭和52年）
  - 4月24日 - 平野 - 山下間が複線化[12]。
  - 10月16日 - 笹部 - ときわ台間を新線に切替え[12]、0.1km短縮。隧道東口信号所を廃止。
  - 12月27日 - 川西国鉄前 - 妙見口間を軌道法による軌道から地方鉄道法による鉄道に変更[12]。
- 1978年（昭和53年）10月16日 - 笹部 - ときわ台間に光風台駅を新設[12]。
- 1981年（昭和56年）12月20日 - 川西国鉄前 - 川西能勢口間が廃止[12]。
- 1983年（昭和58年）3月20日 - 大型車両導入に対応するため、笹部第一トンネル（旧笹部トンネルに隣接）を使用開始[12]。
- 1988年（昭和63年）7月2日 - 日中の川西能勢口 - 山下間で、普通列車を20分間隔から10分間隔に増発。
- 1995年（平成7年）3月26日 - 架線電圧を600Vから1500Vに昇圧[12][13]。
- 1997年（平成9年）
  - 11月15日 - 川西能勢口駅付近連続立体交差事業が竣工。
  - 11月16日 - ダイヤ改正。特急「日生エクスプレス」を新設（運行開始は翌日から[12]）。線内最高速度を60km/hから70km/hに向上。朝夕ラッシュ時を除きワンマン運転開始[14]。
- 2000年（平成12年）6月4日 - 平日夕方にもワンマン運転実施。
- 2003年（平成15年）5月6日 - 日生エクスプレスを除き終日ワンマン運転実施[12]。
- 2013年（平成25年）12月21日 - 全駅に駅ナンバリング導入。
- 2017年（平成29年）3月18日 - 妙見急行・日生急行を廃止[5]。
- 2022年（令和4年）12月17日 - 普通列車は川西能勢口 - 日生中央間の運行を基本とし、川西能勢口 - 妙見口間の普通列車の運行を早朝と深夜のみに限定、土曜ダイヤ廃止[3][4]。

## 廃止区間（川西国鉄前 - 川西能勢口間）
かつては、川西能勢口駅から国鉄川西池田駅前にある川西国鉄前駅まで路線が延びていた。両駅の間は徒歩で連絡できる範囲にあるため、当該区間も744mに過ぎなかったが、線路の付け替えを除けば妙見線で唯一の廃止区間となっている。「歴史」節で解説したように、三ツ矢サイダーを始めとする貨物輸送を目的として開業し、一時は同区間の収入が全体の収入の20%を占め、苦境に立たされていた能勢電軌の経営を支えていたこともある。
昭和に入ると貨物輸送は次第にトラックに置き換えられ、戦後には全廃された。また、池田駅前から妙見駅までの全線を通しで運転する旅客列車も1955年には朝夕のみとなり、1959年には全廃。以降、川西国鉄前駅 - 川西能勢口駅間は同区間折り返しの区間運転のみとなった。
車両は「本線」の車両大型化以降も小型車が使用され、1959年から1966年までは31形31・32、1966年から廃線までは50形51と60形61が専用車両としてあてがわれた。ただし、末期においては61は予備車扱いで、もっぱら51が使用されていた。
当時は連絡する国鉄福知山線の本数も少なく、利用増の見込めない当該区間は、1975年2月以降は朝3往復・夕2往復にまで削減され（日祝日はさらに朝一往復減便）、川西能勢口駅付近の駅前再開発や連続立体化事業に伴って1981年に廃止となった。廃線跡は住宅地や駅前広場などに消え、その痕跡を認めることは難しいが、川西能勢口駅前には廃止を記念したモニュメントなどが設置され、かろうじて鉄道があったことが窺い知れる。

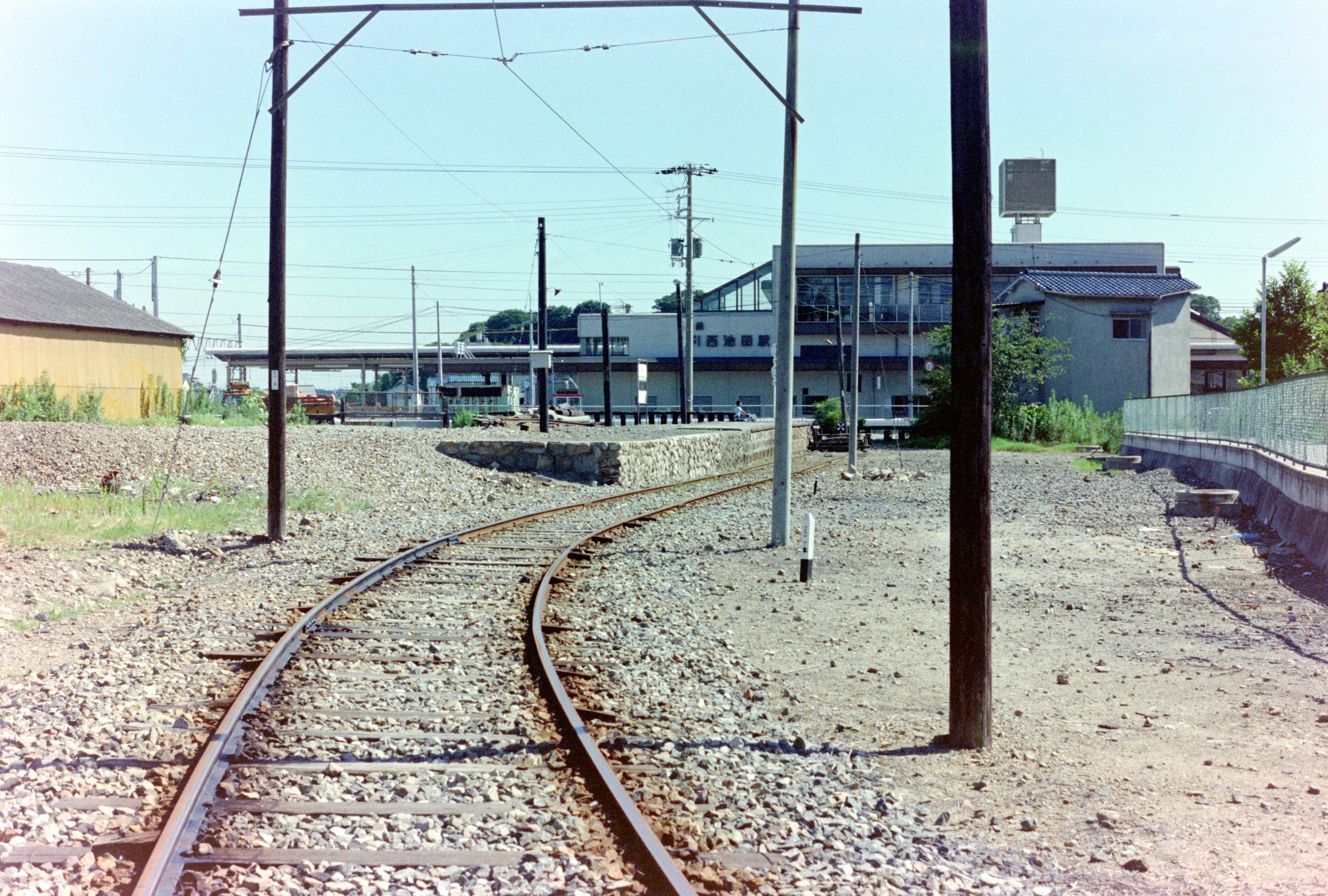
廃止直前の川西国鉄前駅（1981年7月）
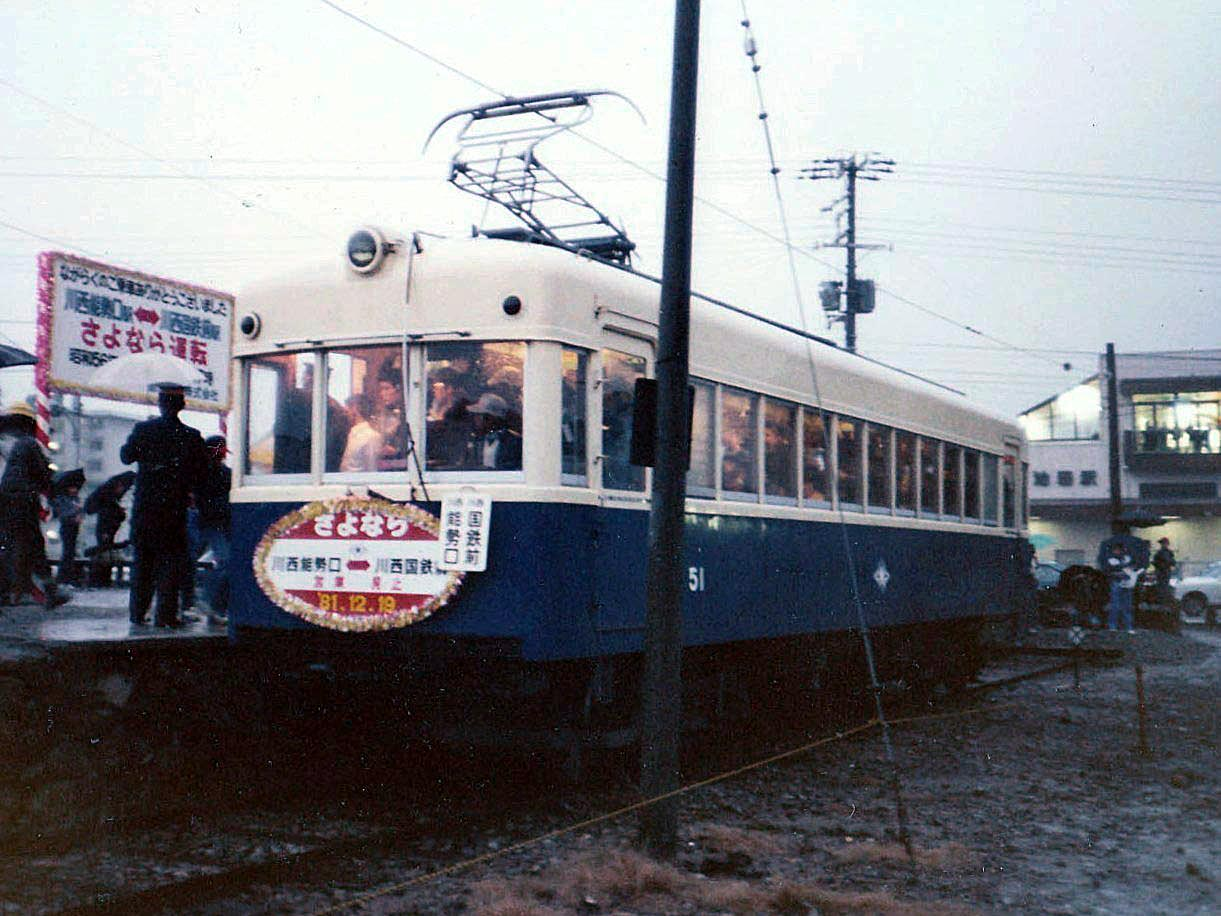
川西国鉄前駅におけるさよなら電車。（1981年12月19日）
廃止を記念したモニュメント

## 未成に終わった延長計画
かつて能勢口（現・川西能勢口）から阪急伊丹線伊丹駅までの延長計画が存在した。1922年（大正11年）12月に能勢電軌は同区間の免許を申請。兵庫県側は難色を示したが、政府は翌年6月に免許を下付し、これを受けて能勢電軌は測量・設計に手を付け、1924年4月に軌道工事施行認可申請を提出した。しかし、兵庫県は延長部分と県道との交差部が県の指示に沿ったものでないとして、この申請書を県のもとに12年間もの間留め置いた。1935年4月に県はようやく申請書を鉄道大臣および内務大臣に通達するが、認可されるはずもなく翌年4月には却下された。戦後の1956年（昭和31年）に延長計画は再び取り沙汰されるが、建設予定地の市街地化が進み、もはや用地取得は困難になっていたため、1958年（昭和33年）に延長の計画は正式に断念された。
なお、この他に吉川（妙見口駅）から妙見鋼索鉄道（後の妙見の森ケーブル）黒川駅までの延長線を1925年に、同じく吉川から亀岡までの延長線を1949年に申請しているが、いずれも断念している。

## 駅一覧
- 特急 …特急「日生エクスプレス」：平日朝に日生中央発阪急大阪梅田行き、平日夕方に阪急大阪梅田発日生中央行きを運転
- 普通列車は各駅に停車するため省略

凡例
特急 … ●：停車、｜：通過
線路 … ||・‡：複線（‡：上り線のみ列車待避可能駅）、∨：ここから下は単線、◇・｜：単線（◇は列車交換可能）
| 駅番号       | 駅名         | 駅間キロ     | 営業キロ     | 特急                                                                   | 接続路線                                                                                | 線路                                                                   | 所在地                                                                 |
| ------------ | ------------ | ------------ | ------------ | ---------------------------------------------------------------------- | --------------------------------------------------------------------------------------- | ---------------------------------------------------------------------- | ---------------------------------------------------------------------- |
| 直通運転区間 | 直通運転区間 | 直通運転区間 | 直通運転区間 | 川西能勢口駅から ○特急「日生エクスプレス」… 阪急宝塚本線大阪梅田駅まで | 川西能勢口駅から ○特急「日生エクスプレス」… 阪急宝塚本線大阪梅田駅まで                  | 川西能勢口駅から ○特急「日生エクスプレス」… 阪急宝塚本線大阪梅田駅まで | 川西能勢口駅から ○特急「日生エクスプレス」… 阪急宝塚本線大阪梅田駅まで |
| NS01         | 川西能勢口駅 | -            | 0.0          | ●                                                                      | 阪急電鉄： 宝塚本線 (HK-50) 西日本旅客鉄道： 福知山線（JR宝塚線）（川西池田駅: JR-G54） | \|\|                                                                   | 兵庫県 川西市                                                          |
| NS02         | 絹延橋駅     | 1.2          | 1.2          | ｜                                                                     |                                                                                         | \|\|                                                                   | 兵庫県 川西市                                                          |
| NS03         | 滝山駅       | 0.9          | 2.1          | ｜                                                                     |                                                                                         | \|\|                                                                   | 兵庫県 川西市                                                          |
| NS04         | 鶯の森駅     | 0.6          | 2.7          | ｜                                                                     |                                                                                         | \|\|                                                                   | 兵庫県 川西市                                                          |
| NS05         | 鼓滝駅       | 0.8          | 3.5          | ｜                                                                     |                                                                                         | \|\|                                                                   | 兵庫県 川西市                                                          |
| NS06         | 多田駅       | 0.7          | 4.2          | ｜                                                                     |                                                                                         | \|\|                                                                   | 兵庫県 川西市                                                          |
| NS07         | 平野駅       | 1.0          | 5.2          | ●                                                                      |                                                                                         | ‡                                                                      | 兵庫県 川西市                                                          |
| NS08         | 一の鳥居駅   | 1.2          | 6.4          | ｜                                                                     |                                                                                         | \|\|                                                                   | 兵庫県 川西市                                                          |
| NS09         | 畦野駅       | 0.7          | 7.1          | ●                                                                      |                                                                                         | \|\|                                                                   | 兵庫県 川西市                                                          |
| NS10         | 山下駅       | 1.1          | 8.2          | ●                                                                      | 能勢電鉄： 日生線                                                                       | ∨                                                                      | 兵庫県 川西市                                                          |
| NS11         | 笹部駅       | 0.4          | 8.6          | 日生線直通                                                             |                                                                                         | ｜                                                                     | 兵庫県 川西市                                                          |
| NS12         | 光風台駅     | 1.7          | 10.3         | 日生線直通                                                             |                                                                                         | ◇                                                                      | 大阪府 豊能郡 豊能町                                                   |
| NS13         | ときわ台駅   | 0.9          | 11.2         | 日生線直通                                                             |                                                                                         | ｜                                                                     | 大阪府 豊能郡 豊能町                                                   |
| NS14         | 妙見口駅     | 1.0          | 12.2         | 日生線直通                                                             |                                                                                         | ◇                                                                      | 大阪府 豊能郡 豊能町                                                   |
| 直通運転区間 | 直通運転区間 | 直通運転区間 | 直通運転区間 | 山下駅から ○特急「日生エクスプレス」…日生線日生中央駅まで              | 山下駅から ○特急「日生エクスプレス」…日生線日生中央駅まで                               | 山下駅から ○特急「日生エクスプレス」…日生線日生中央駅まで              | 山下駅から ○特急「日生エクスプレス」…日生線日生中央駅まで              |

- 鶯の森駅 - 鼓滝駅の一部で大阪府池田市を通過する。

### 過去の接続路線
- 妙見口駅：妙見の森ケーブル（黒川駅）

### 廃止区間
括弧内は起点からのキロ程。
川西国鉄前駅 (0.0 km) - 川西能勢口駅 (0.7 km)

### 廃駅
- 矢問駅（滝山駅 - 鶯の森駅間）- 1953年8月21日、鶯の森停留所の新設に伴い廃止
- 塩川信号所（平野駅 - 一の鳥居駅間）- 1965年1月25日廃止。
- 隧道東口信号所（笹部駅 - ときわ台駅間） - 1977年10月16日廃止。